# Grande Prêmio da França de 2018 (MotoGP)
O Grande Prêmio da MotoGP da França de 2018 ocorreu em 20 de maio.

## Resultados

### Classificação MotoGP
| Pos | Piloto            | Equipe                      | Moto    | Tempo     | Pontos |
| --- | ----------------- | --------------------------- | ------- | --------- | ------ |
| 1   | Marc Marquez      | Repsol Honda Team           | Honda   | 41'49.773 | 25     |
| 2   | Danilo Petrucci   | Alma Pramac Racing          | Ducati  | +2.310    | 20     |
| 3   | Valentino Rossi   | Movistar Yamaha MotoGP      | Yamaha  | +5.350    | 16     |
| 4   | Jack Miller       | Alma Pramac Racing          | Ducati  | +6.314    | 13     |
| 5   | Dani Pedrosa      | Repsol Honda Team           | Honda   | +7.419    | 11     |
| 6   | Jorge Lorenzo     | Ducati Team                 | Ducati  | +10.355   | 10     |
| 7   | Maverick Viñales  | Movistar Yamaha MotoGP      | Yamaha  | +23.758   | 9      |
| 8   | Cal Crutchlow     | LCR Honda CASTROL           | Honda   | +25.795   | 8      |
| 9   | Aleix Espargaro   | Aprilia Racing Team Gresini | Aprilia | +26.206   | 7      |
| 10  | Alex Rins         | Team SUZUKI ECSTAR          | Suzuki  | +27.937   | 6      |
| 11  | Pol Espargaro     | Red Bull KTM Factory Racing | KTM     | +32.304   | 5      |
| 12  | Hafizh Syahrin    | Monster Yamaha Tech 3       | Yamaha  | +34.962   | 4      |
| 13  | Franco Morbidelli | EG 0,0 Marc VDS             | Honda   | +37.881   | 3      |
| 14  | Bradley Smith     | Red Bull KTM Factory Racing | KTM     | +38.299   | 2      |
| 15  | Takaaki Nakagami  | LCR Honda IDEMITSU          | Honda   | +41.986   | 1      |
| 16  | Thomas Luthi      | EG 0,0 Marc VDS             | Honda   | +45.260   | 0      |
| 17  | Karel Abraham     | Angel Nieto Team            | Ducati  | +56.872   | 0      |
| 18  | Xavier Simeon     | Reale Avintia Racing        | Ducati  | +1'12.117 | 0      |

### Classificação Moto2
| Pos | Piloto             | Equipe                         | Moto          | Tempo     | Pontos |
| --- | ------------------ | ------------------------------ | ------------- | --------- | ------ |
| 1   | Francesco Bagnaia  | SKY Racing Team VR46           | Kalex         | 40'40.162 | 25     |
| 2   | Alex Marquez       | EG 0,0 Marc VDS                | Kalex         | +2.709    | 20     |
| 3   | Joan Mir           | EG 0,0 Marc VDS                | Kalex         | +4.865    | 16     |
| 4   | Marcel Schrotter   | Dynavolt Intact GP             | Kalex         | +7.041    | 13     |
| 5   | Xavi Vierge        | Dynavolt Intact GP             | Kalex         | +9.811    | 11     |
| 6   | Miguel Oliveira    | Red Bull KTM Ajo               | KTM           | +9.943    | 10     |
| 7   | Romano Fenati      | Marinelli Snipers Team         | Kalex         | +12.293   | 9      |
| 8   | Fabio Quartararo   | MB Conveyors - Speed Up Racing | Speed Up      | +14.585   | 8      |
| 9   | Brad Binder        | Red Bull KTM Ajo               | KTM           | +15.429   | 7      |
| 10  | Stefano Manzi      | Forward Racing Team            | Suter         | +17.228   | 6      |
| 11  | Hector Barbera     | Pons HP40                      | Kalex         | +18.809   | 5      |
| 12  | Andrea Locatelli   | Italtrans Racing Team          | Kalex         | +19.541   | 4      |
| 13  | Sam Lowes          | Swiss Innovative Investors     | KTM           | +21.112   | 3      |
| 14  | Simone Corsi       | Tasca Racing Scuderia Moto2    | Kalex         | +23.510   | 2      |
| 15  | Khairul Idham Pawi | IDEMITSU Honda Team Asia       | Kalex         | +25.996   | 1      |
| 16  | Bo Bendsneyder     | Tech 3 Racing                  | Tech 3        | +29.267   | 0      |
| 17  | Steven Odendaal    | NTS RW Racing GP               | NTS           | +32.493   | 0      |
| 18  | Mattia Pasini      | Italtrans Racing Team          | Kalex         | +44.006   | 0      |
| 19  | Joe Roberts        | NTS RW Racing GP               | NTS           | +45.609   | 0      |
| 20  | Jules Danilo       | Nashi Argan SAG Team           | Kalex         | +45.840   | 0      |
| 21  | Danny Kent         | MB Conveyors - Speed Up Racing | Speed Up      | +46.052   | 0      |
| 22  | Niki Tuuli         | SIC Racing Team                | Kalex         | +48.371   | 0      |
| 23  | Lukas Tulovic      | Kiefer Racing                  | KTM           | +54.304   | 0      |
| 24  | Corentin Perolari  | Promoto Sport                  | Transformiers | +57.478   | 0      |
| 25  | Tetsuta Nagashima  | IDEMITSU Honda Team Asia       | Kalex         | +1'07.712 | 0      |
| 26  | Xavi Cardelus      | Team Stylobike                 | Kalex         | +1'21.756 | 0      |
| 27  | Cedric Tangre      | Yohan Moto Sport               | Tech 3        | +1'36.542 | 0      |

### Classificação Moto3
| Pos | Piloto                 | Equipe                    | Moto  | Tempo     | Pontos |
| --- | ---------------------- | ------------------------- | ----- | --------- | ------ |
| 1   | Albert Arenas          | Angel Nieto Team Moto3    | KTM   | 37'40.056 | 25     |
| 2   | Andrea Migno           | Angel Nieto Team Moto3    | KTM   | +0.160    | 20     |
| 3   | Marcos Ramirez         | Bester Capital Dubai      | KTM   | +0.709    | 16     |
| 4   | Fabio Di Giannantonio  | Del Conca Gresini Moto3   | Honda | +0.811    | 13     |
| 5   | Niccolò Antonelli      | SIC58 Squadra Corse       | Honda | +2.305    | 11     |
| 6   | Jakub Kornfeil         | Redox PruestelGP          | KTM   | +5.487    | 10     |
| 7   | Tony Arbolino          | Marinelli Snipers Team    | Honda | +7.577    | 9      |
| 8   | Aron Canet             | Estrella Galicia 0,0      | Honda | +11.190   | 8      |
| 9   | Tatsuki Suzuki         | SIC58 Squadra Corse       | Honda | +11.517   | 7      |
| 10  | Jaume Masia            | Bester Capital Dubai      | KTM   | +11.704   | 6      |
| 11  | Darryn Binder          | Red Bull KTM Ajo          | KTM   | +12.011   | 5      |
| 12  | John Mcphee            | CIP - Green Power         | KTM   | +12.073   | 4      |
| 13  | Makar Yurchenko        | CIP - Green Power         | KTM   | +12.358   | 3      |
| 14  | Dennis Foggia          | SKY Racing Team VR46      | KTM   | +12.481   | 2      |
| 15  | Philipp Oettl          | Sudmetal Schedl GP Racing | KTM   | +12.746   | 1      |
| 16  | Ayumu Sasaki           | Petronas Sprinta Racing   | Honda | +12.808   | 0      |
| 17  | Kaito Toba             | Honda Team Asia           | Honda | +14.397   | 0      |
| 18  | Kazuki Masaki          | RBA BOE Skull Rider       | KTM   | +28.015   | 0      |
| 19  | Alonso Lopez           | Estrella Galicia 0,0      | Honda | +36.479   | 0      |
| 20  | Nakarin Atiratphuvapat | Honda Team Asia           | Honda | +59.917   | 0      |
| 21  | Livio Loi              | Reale Avintia Academy     | KTM   | +1'07.363 | 0      |